# Gilbert Middleton
Gilbert Middleton (mort exécuté peu après le 26 janvier 1318) est un chevalier et rebelle anglais, célèbre pour avoir organisé l'enlèvement de l'évêque de Durham Louis de Beaumont en septembre 1317.

## Biographie

### Origines et service envers le pouvoir royal
Gilbert Middleton est le fils d'un autre Gilbert Middleton, lui-même fils cadet du théologien Richard Middleton, qui est chancelier à la fin du règne d'Henri III. Le père de Gilbert meurt avant 1291 alors que son fils n'est pas encore majeur, ce qui conduit à la mise du jeune Gilbert sous la tutelle de William de Felton, un membre de la petite noblesse de la cour royale. Lorsque Middleton atteint sa majorité en 1300, son héritage lui est donné, qui comprend une petite propriété dans le Northumberland avec un revenu annuel de 20 £. En tant que petit propriétaire et membre d'une famille qui est étroitement rattachée à la couronne, Gilbert Middleton entre également au service du roi Édouard Ier. Dès 1300, il participe à la campagne royale en Écosse. Avant 1313, il devient membre de la cour royale et appartient à la garnison de la ville frontalière de Berwick. Ce faisant, il entre en conflit avec le commandant de la ville, ce dernier ne voulant pas reconnaître son autorité en dépit de son statut de courtisan. En 1315, Middleton est chevalier au sein de la garnison d'Alnwick et en 1317, il reçoit une pension de 42 £ pour lui-même et son entourage en récompense de ses services dans les Marches écossaises.

### Enlèvement de l'évêque de Durham
Le 1er septembre 1317, Middleton attaque avec plusieurs partisans Louis de Beaumont, nouvellement élu évêque de Durham. L'embuscade est tendue dans le hameau de Rushyford, situé entre Darlington et Durham. L'évêque est alors en route vers son évêché avec son frère Henri de Beaumont ainsi que les cardinaux Luca Fieschi et Gaucelme de Jean afin d'y être consacré. Les cardinaux se voient dépossédés de leurs effets personnels mais le gang de Middleton leur laisse leurs montures pour poursuivre leur itinéraire vers Durham. Les frères de Beaumont sont quant à eux emmenés au château de Mitford, alors sous l'administration de Middleton. Gilbert se rend lui-même à Durham, où il rencontre en la cathédrale le comte de Lancastre et rend aux légats pontificaux la plupart des biens qu'il leur a volés. Les deux cardinaux retournent ensuite à York sous la protection personnelle de Lancastre le 7 septembre, ou à Boroughbridge selon d'autres sources. Quoi qu'il en soit, les légats sont raccompagnés auprès du roi Édouard II. Louis et Henri de Beaumont sont quant à eux libérés le 17 octobre suivant après avoir payé une rançon.

### Rébellion, capture et exécution
Après l'enlèvement des Beaumont, Gilbert Middleton poursuit ses activités de brigandage et mène avec sa bande d'autres raids dans le nord de l'Angleterre. Il exige ainsi que le diocèse de Durham lui verse le paiement de 500 marcs en compensation d'incidents non spécifiés mais n'en perçoit que 250 marcs. Il capture également John de Felton, le connétable du château d'Alnwick, pour lui extorquer une rançon. Middleton est soutenu par d'autres membres de la petite noblesse, tels Walter Selby dans le Northumberland et Goscelin d'Eyville dans le Yorkshire, de sorte que le risque d'une plus grande rébellion dans le nord de l'Angleterre apparaît. La rébellion s'effondre cependant puisqu'au mois de décembre 1317, William de Felton — fils de l'ancien tuteur de Gilbert et parent du connétable d'Alnwick — s'empare avec d'autres chevaliers du Northumberland du château de Mitford par la ruse. Middleton est capturé et emmené à Londres sur un navire. Il est présenté le 26 janvier 1318 devant la justice royale sous l'inculpation de trahison. Son attaque contre les cardinaux est considérée comme la pire insulte qu'aient connu des légats papaux en Angleterre et comme un crime odieux. Ayant trahi la confiance du roi qui l'avait intégré dans sa suite, Middleton est condamné à mort peu après. Il doit endurer le terrible supplice réservé aux traîtres, qui consiste à être pendu, traîné sur la claie et équarri. Les autres rebelles sont invités au début du mois de janvier 1318 à se rendre à Robert de Umfraville. Walter Selby s'enfuit quant à lui en Écosse et, en avril 1318, la révolte est dispersée.

## Postérité
Les causes exactes de la rébellion de Middleton demeurent obscures et ce, encore de nos jours. La nomination de Louis de Beaumont à l'évêché de Durham par le pape Jean XXII est considérée au moment de son enlèvement comme controversée. Le comte de Lancastre s'y est opposé, puisque Beaumont est alors un solide partisan du roi Édouard II auquel Lancastre s'oppose à la façon de gouverner. Lancastre avait espéré assurer l'évêché à son candidat John Kynardsey et est hostile autant à Louis qu'à son frère Henri, dont il a exigé le bannissement de la cour en 1311. Par conséquent, Lancastre est considéré comme l'instigateur probable de l'attaque de Middleton. Il aurait chargé son vassal John Eure d'empêcher la nomination de Beaumont comme évêque, après quoi il se serait tourné vers Middleton une fois que la nomination de l'évêque se serait révélée fructueuse. L'implication du comte ne peut toutefois être prouvée et il est possible qu'il ait seulement joué le rôle de médiateur au cours de la rébellion. Si Lancastre a soutenu secrètement Middleton, cela révèle la haine qu'il entretenait alors contre les courtisans d'Édouard II, auxquels il reprochait la manipulation du souverain.
L'origine du kidnapping a peut-être d'autres causes. Étant donné que les deux cardinaux devaient également se déplacer au nom du pape en Écosse afin de négocier la paix avec l'Angleterre et avaient été autorisés si nécessaire d'excommunier le roi d'Écosse Robert Bruce, l'implication des Écossais dans les agissements de Middleton n'est pas improbable. Robert Sapy, chevalier de la maison royale et administrateur les temporalités du diocèse de Durham, aurait lui aussi pu avoir intérêt à retarder la consécration de Beaumont en tant qu'évêque et la reddition de ses temporalités. Le 25 avril 1317, John Eure, qui était aussi l'ancien administrateur du château de Mitford, a assuré Sapy qu'il veillerait à ce que Beaumont prenne en charge l'administration du diocèse seulement après Michaelmas, lorsque les vassaux de son évêché auraient payé leur imposition à Sapy. Si la consécration de Louis de Beaumont venait à se produire plus tôt malgré tout, Eure verserait à Sapy le montant de 100 marcs en compensation.
Selon le chroniqueur Thomas Grey, enfin, Middleton aurait pu se rebeller pour protester contre l'arrestation d'Adam Swinburne, qui avait fortement critiqué le roi en raison de la faiblesse de la défense des Marches écossaises. Cependant, Swinburne n'était pas un cousin de Middleton, comme Grey l'affirme, mais un autre chevalier de la maison royale. Il était par ailleurs au début de septembre 1317 détenu à Nottingham. John Lilburn, un autre chevalier au service du roi, a également participé au raid contre les cardinaux. Peut-être que la véritable cause de la rébellion résidait dans l'insatisfaction de certains chevaliers du nord de l'Angleterre envers la politique royale ou bien, tout simplement, le lieu était opportun pour mener un crime retentissant, sachant que le nord était particulièrement sujet à des faits de haut brigandage et de violence au début du XIVe siècle.